# Oligosoma chloronoton
Espèce
Synonymes
- Leiolopisma chloronoton Hardy, 1977

Oligosoma chloronoton est une espèce de sauriens de la famille des Scincidae.

## Répartition
Cette espèce est endémique de l'île du Sud en Nouvelle-Zélande. Elle se rencontre dans les régions d'Otago et de Southland ainsi que sur l'île Stewart.

## Publication originale
- Hardy, 1977 : The New Zealand Scincidae (Reptilia : Lacertilia); a taxonomic and zoogeographic study. New Zealand Journal of Zoology, vol. 4, p. 221-325.